# Tulcea
Tulcea (en búlgaro, ruso, y en ucraniano: Тулча, Tulcha; en turco: Hora-Tepé o Tolçu) es una ciudad con estatus de municipiu en Dobruja, Rumania. Es la capital del condado (distrito) de Tulcea. Situada a orillas del río Danubio, más exactamente el afluente Tulcea que luego se divide en el San Jorge y Sulina. En 2011 tiene 73 707 habitantes.

## Historia
Fue fundada en el siglo VIII a. C., bajo el nombre de los Aegyssos, mencionada por Diodoro.
Ovidio lo relató en "Epistulae ex Ponto", y decía que su nombre procedía de su fundador, los dacios llamados "Carpyus Aegyssus".
En el siglo I, Aegyssos/Aegyssus fue conquistado por los romanos, que debían establecer una base para la flota romana que defendiera la frontera del noreste del imperio, consolidándolo con murallas y torres altas (las ruinas de defensa siguen siendo visibles).
Entonces fue gobernada por el Imperio bizantino (siglos IV y VI), por el Imperio búlgaro (678-c.1000; 1185-siglo XIV), por Génova de los (siglos X-XIII), y formó parte del gobierno local de Dobruja de Balik (Balica), Dobrotitsa (Dobrotici), y, por un espacio breve de tiempo después de 1390, gobernada por el príncipe Mircea cel Batrân de Valaquia.
En 1416 fue conquistada por el Imperio otomano, y concedida a Rumania, junto con el resto de Dobruja, en 1878. Alrededor 1848, Tulcea seguía siendo una ciudad pequeña del astillero, siéndole concedido el status de la ciudad en 1860, cuando se convirtió en capital de la provincia.

## Geografía
El delta del Danubio ocupa la mayor parte de la provincia, siendo actualmente la Reserva de la Biosfera más grande de la UE, existe una gran cantidad de aves entre ellas una especie de pelicano (que figura en el escudo del Delta).
La actividad principal es la pesca, y existe el astillero de Aker que ocupa a gran parte de la población.

## Demografía
Según el censo de 2002, Tulcea tiene una población de 99.875 habitantes, el 92.3% de los cuales son rumanos. Los grupos significativos de la minoría incluyen a los rusos lipovanos (sobre un 3.4% de la población total), y a los turcos (1.4%).